# El Diario del Otún
El Diario de Otún fue un periódico regional del Departamento del Risaralda en Colombia. Era editado en la ciudad de Pereira e impreso en la misma ciudad. Existió entre 1982 y 2016.  

## Historia
El Diario del Otún fue fundado el primero de febrero de 1982 por Javier Ramírez González
A finales de 2015 los hermanos Ramírez Múnera compraron su histórico rival, el liberal La Tarde. Desapareció como marca el 25 de noviembre de 2016, cuando se fusionó con su rival, para conformar El Diario.
Al momento de su desaparición, era uno de los periódicos más avanzados tecnológicamente de Colombia y también fue uno de los colaboradores en la fundación del periódico La Crónica del Quindío.

## Controversias
En 2014 fue acusado de publicidad engañosa por la Superintendencia de Industria y Comercio por irregularidades en un concurso llamado ‘¡Completa tu Pasión!’, con temática del mundial realizado ese año.